# 赤坂駅 (福岡県)
赤坂駅（あかさかえき）は、福岡県福岡市中央区赤坂1丁目に所在する福岡市地下鉄空港線の駅。駅番号はK07。
駅のシンボルマークは福岡市出身のグラフィックデザイナー、西島伊三雄がデザインしたもので、駅近くの平和台陸上競技場をスタート・ゴールとする福岡国際マラソンに因み、赤坂の「ア」をマラソンランナーに見立てたものとなっている。
天神駅が管理し、西鉄ステーションサービスが駅業務を受託する業務委託駅である。

## 歴史
- 1981年（昭和56年）7月26日：開業[1]。
- 2014年（平成26年）4月1日：業務委託駅となる[3]。

## 駅構造
島式ホーム1面2線を有する地下駅である。明治通りの直下に位置する。
| 地階    | 出入口                       | 出入口                                     |
| 地下1階 | コンコース階                 | コンコース、案内所、自動券売機、自動改札口 |
| 地下1階 | コンコース階                 | トイレ（改札内）                           |
| 地下2階 | 1番ホーム                    | ■空港線 福岡空港・貝塚方面（天神駅）→      |
| 地下2階 | 島式ホーム、右側のドアが開く |                                            |
| 地下2階 | 2番ホーム                    | ←■空港線 姪浜・唐津方面（大濠公園駅）      |

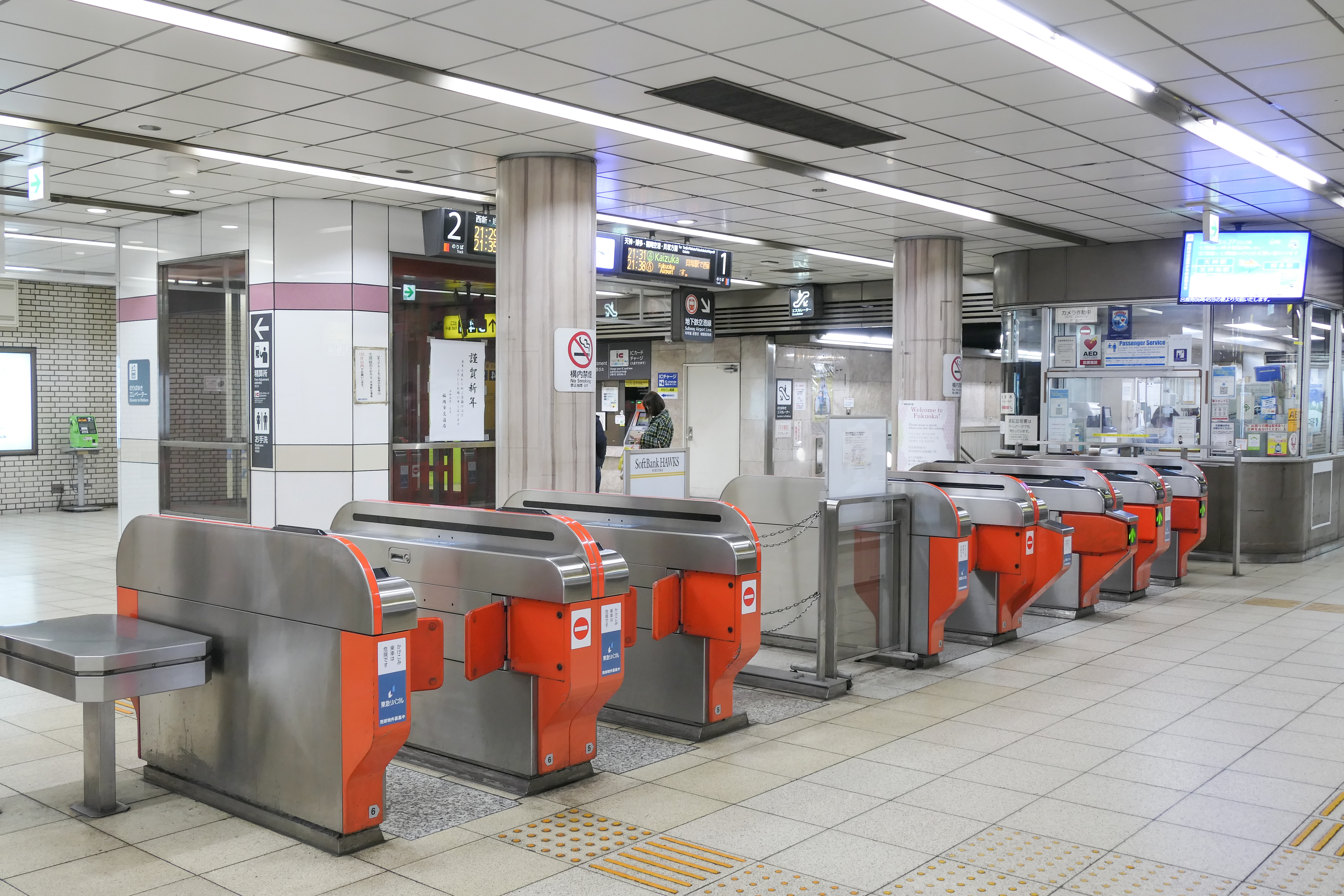
改札口（2023年1月）
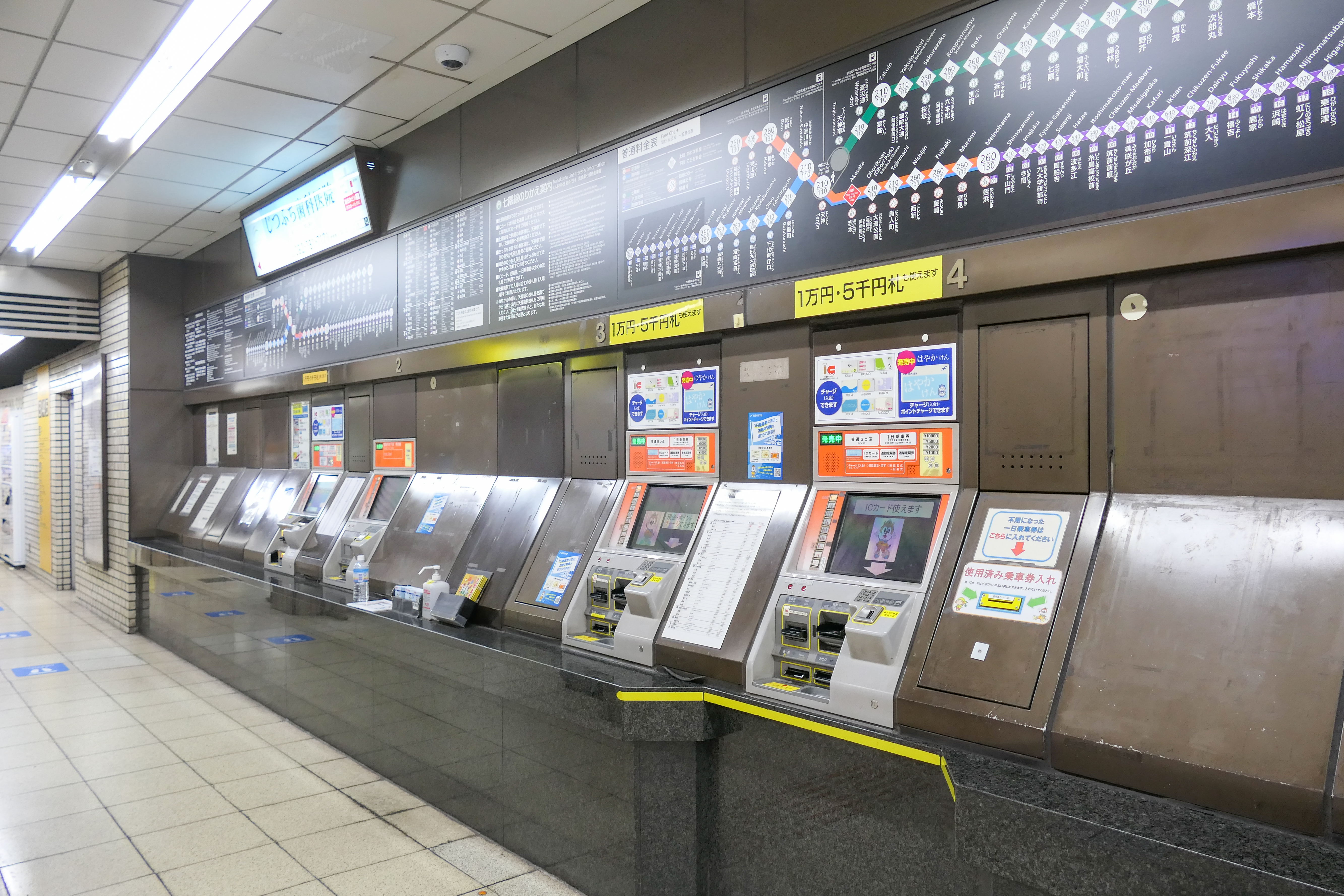
切符売り場（2023年1月）
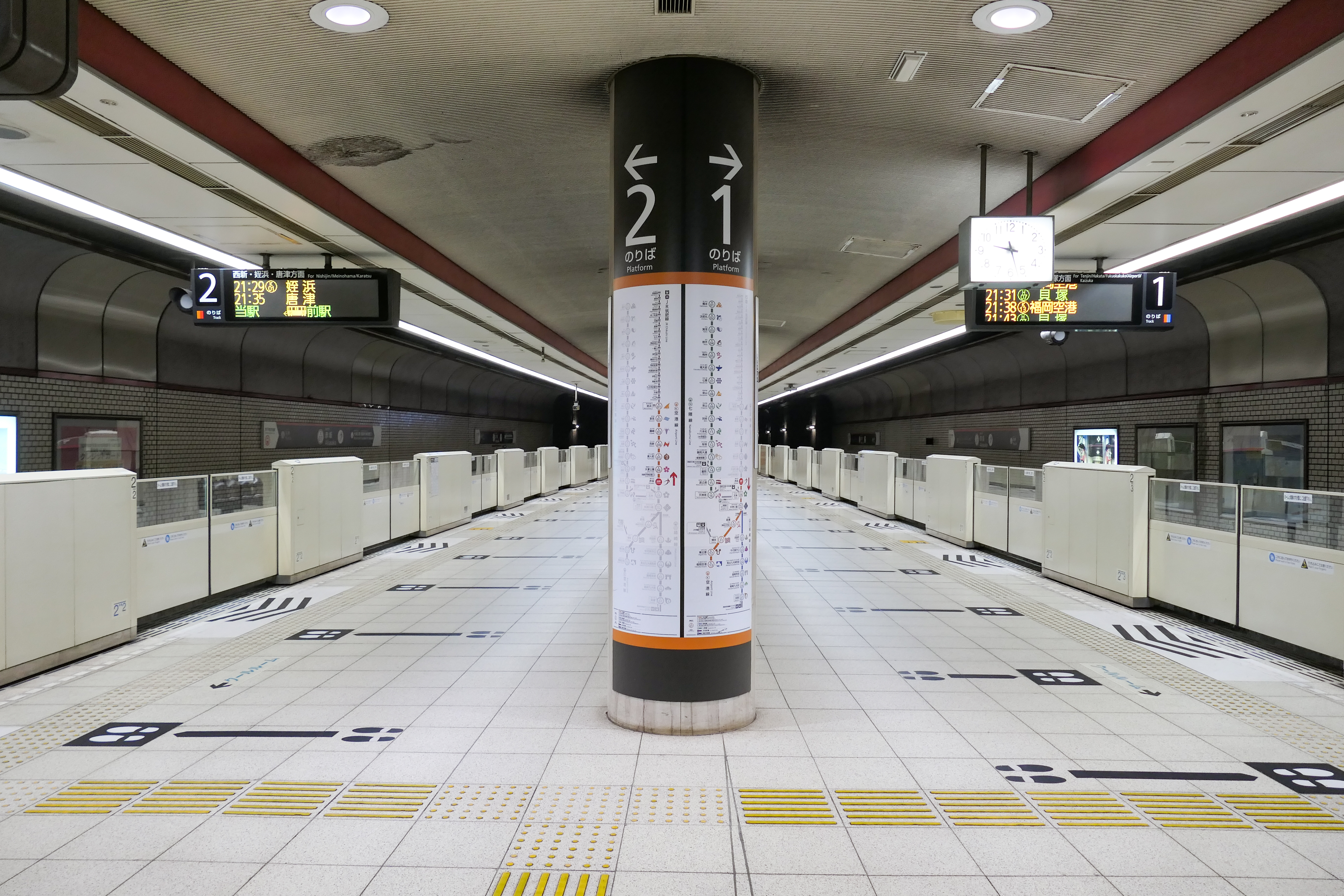
ホーム（2023年1月）

### 出入口
- 1番出口 - 北西側階段出口
- 2番出口 - 南西側階段出口
- 3番出口 - 北側階段出口
- 4番出口 - 南側階段出口
- 5番出口 - 南東側階段出口
- 6番出口 - 北西側エレベーター出口（1番出口に隣接）

## 利用状況
2023年度の1日平均乗車人員は16,083人である。
近年の1日平均乗車人員の推移は下表のとおりである。
| 年度               | 1日平均 乗車人員 |
| ------------------ | ---------------- |
| 2001年（平成13年） | 12,266           |
| 2002年（平成14年） | 12,207           |
| 2003年（平成15年） | 12,183           |
| 2004年（平成16年） | 12,237           |
| 2005年（平成17年） | 11,520           |
| 2006年（平成18年） | 12,152           |
| 2007年（平成19年） | 12,270           |
| 2008年（平成20年） | 12,669           |
| 2009年（平成21年） | 12,241           |
| 2010年（平成22年） | 12,421           |
| 2011年（平成23年） | 12,773           |
| 2012年（平成24年） | 13,088           |
| 2013年（平成25年） | 13,584           |
| 2014年（平成26年） | 14,022           |
| 2015年（平成27年） | 15,507           |
| 2016年（平成28年） | 15,033           |
| 2017年（平成29年） | 15,656           |
| 2018年（平成30年） | 15,963           |
| 2019年（令和元年） | 16,266           |
| 2020年（令和02年） | 12,253           |
| 2021年（令和03年） | 13,035           |
| 2022年（令和04年） | 14,750           |
| 2023年（令和05年） | 16,083           |

## 駅周辺
明治通りと大正通りの交差点直下付近に位置し、駅の周辺は福岡市都心の西端部にあたる。若者の街として知られる大名地区にも面している。周辺にはオフィスビルも多数建っている。
- 福岡市中央区役所
- 福岡市交通局
- 舞鶴公園
- 鴻臚館跡展示館
- 福岡城跡
- 平和台陸上競技場
- 福岡法務局
- 福岡市消防局
- 福岡中央公共職業安定所
- 福岡市中央保健所
- 福岡市中央市民センター
- 福岡市中央体育館
- 福岡貯金事務センター
- 福岡中央卸売市場鮮魚市場
- 読売新聞西部本社
- 電通福岡ビル
- 福岡中央銀行本店
- 福岡市立警固中学校
- 福岡市立赤坂小学校
- 筑紫女学園中学校・高等学校
- 福岡市健康づくりセンター等複合施設（あいれふ）
- アンスティチュ・フランセ九州
- 西鉄バス「赤坂門」停留所
- ホテルJALシティ福岡 天神
- サニー赤坂店

## 隣の駅
福岡市交通局
 空港線
大濠公園駅 (K06) - 赤坂駅 (K07) - 天神駅 (K08)